# Fußball-Landesliga Brandenburg (Frauen)
Die Landesliga Brandenburg ist die höchste Spielklasse auf dem Gebiet des Fußball-Landesverbandes Brandenburg im Spielbetrieb der Frauen. Seit Einführung der 2. Frauen-Bundesliga zur Saison 2004/05 stellt die Landesliga die vierthöchste Spielklasse im deutschen Ligensystem dar. Bis 2008 wurde sie als Verbandsliga Brandenburg bezeichnet, danach hieß sie bis 2013 Brandenburgliga.
Die Liga hat keine feste Sollgröße; in den vergangenen Jahren nahmen bis zu zwölf Mannschaften an ihr teil. Der Meister qualifiziert sich für die Aufstiegsrelegation zur Regionalliga Nordost.

## Teilnehmer der Saison 2024/25
In der vergangenen Saison nahmen folgende Mannschaften teil:
- FSV Babelsberg 74
- SV Grün-Weiss Brieselang
- BSG Stahl Brandenburg
- Energie Cottbus
- Blau-Weiß Beelitz
- SC Eintracht Miersdorf/Zeuthen
- SV Babelsberg 03
- SG Sieversdorf
- BSC Preußen 07
- 1. FFC Turbine Potsdam III
- SpG Ludwigsfelde/RSV Eintracht (Spielgemeinschaft aus Ludwigsfelder FC und RSV Eintracht 1949)
- SG Klosterdorf 75

## Meister

### Liste der Meister
Die folgenden Auflistungen enthalten alle Meister seit der Saison 1994/95: Die Spielzeiten 2019/20 und 2020/21 wurden aufgrund der COVID-19-Pandemie vorzeitig abgebrochen. 2020 kam dabei eine Quotientenregelung zum Einsatz; 2021 wurde die Saison ohne Auf- und Abstieg annulliert.
- 1994/95: SSV Turbine Potsdam II
- 1995/96: SSV Turbine Potsdam II
- 1996/97: SSV Alemannia Altdöbern
- 1997/98: FSV Glückauf Brieske-Senftenberg
- 1998/99: SSV Turbine Potsdam
- 1999/2000: 1. FFC Turbine Potsdam
- 2000/01: 1. FFC Turbine Potsdam III
- 2001/02: Energie Cottbus
- 2002/03: Energie Cottbus
- 2003/04: MSV Neuruppin
- 2004/05: 1. FFC Turbine Potsdam III
- 2005/06: SV Fortuna Friedersdorf
- 2006/07: Energie Cottbus
- 2007/08: Energie Cottbus
- 2008/09: 1. FFC Turbine Potsdam III
- 2009/10: 1. FFC Turbine Potsdam III
- 2010/11: Blau-Weiß Beelitz
- 2011/12: Blau-Weiß Beelitz
- 2012/13: Blau-Weiß Beelitz
- 2013/14: Potsdamer Kickers
- 2014/15: FSV Babelsberg 74
- 2015/16: FSV Babelsberg 74
- 2016/17: SpG Brandenburg (1)
- 2017/18: FSV Babelsberg 74
- 2018/19: FSV Babelsberg 74
- 2019/20: FSV Babelsberg 74
- 2020/21: kein Staffelsieger
- 2021/22: FC Stahl Brandenburg
- 2022/23: SV Grün-Weiss Brieselang
- 2023/24: FSV Babelsberg 74
- 2024/25: FSV Babelsberg 74

### Rekordsieger
| Platz | Verein                           | Titel | Jahre                                        |
| ----- | -------------------------------- | ----- | -------------------------------------------- |
| 1.    | FSV Babelsberg 74                | 7     | 2015, 2016, 2018, 2019, 2020, 2024, 2025     |
| 2.    | 1. FFC Turbine Potsdam           | 5     | 2000, 2001 (b), 2005 (b), 2009 (b), 2010 (b) |
| 3.    | Energie Cottbus                  | 4     | 2002, 2003, 2007, 2008                       |
| 4.    | Blau-Weiß Beelitz                | 3     | 2011, 2012, 2013                             |
| 4.    | SSV Turbine Potsdam              | 3     | 1995 (a), 1996 (a), 1999                     |
| 6.    | BSG Stahl Brandenburg            | 2     | 2017 (c), 2022 (d)                           |
| 7.    | SSV Alemannia Altdöbern          | 1     | 1997                                         |
| 7.    | SV Grün-Weiss Brieselang         | 1     | 2023                                         |
| 7.    | FSV Glückauf Brieske-Senftenberg | 1     | 1998                                         |
| 7.    | SV Fortuna Friedersdorf          | 1     | 2006                                         |
| 7.    | MSV Neuruppin                    | 1     | 2004                                         |
| 7.    | Potsdamer Kickers                | 1     | 2014                                         |